# Tom Tiger & Co

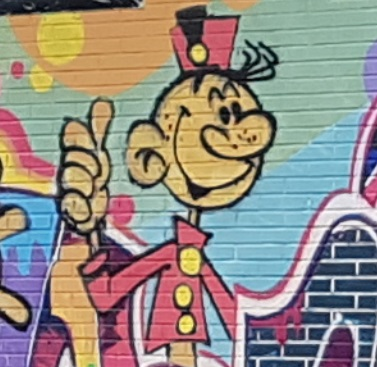
Tom Tiger, Graffito zu Ehren von Francisco Ibáñez auf der Hauswand des Kulturzentrums Ramón Alonso Luzzy in Cartagena, gemalt 2021 von Raúl Estal.

Tom Tiger + Co (Originaltitel: El botones Sacarino) ist eine Comic-Serie des spanischen Zeichners Francisco Ibáñez. 
Die Hauptfigur des Comics, Tom Tiger, ist ein chaotischer Bürobote bei einer großen Tageszeitung, der, ähnlich wie Gaston, seine Vorgesetzten regelmäßig zur Verzweiflung bringt. Einige Gags waren direkt aus Gaston kopiert.
Von der Comicserie erschienen in Deutschland 22 Ausgaben, später auch in zweiter Auflage.